# Helige Andes kyrka, Split
Helige Andes kyrka (kroatiska: Crkva svetog Duha) är en romersk-katolsk kyrka i Split i Kroatien. Den förromanska och sedan år 2006 kulturminnesskyddade kyrkan ligger nordväst om Diocletianus palats i Splits historiska stadskärna. Den uppfördes på 1000-talet men har sedan dess till- och ombyggts flera gånger. Kyrkan bär stildrag från romaniken, gotiken och barocken.

## Historik
Kyrkan på platsen för en tidigare mindre enskeppig kyrka med en halvcirkelformad absid. När den uppfördes på 1000-talet hade Splits stadsbebyggelse ännu inte expanderat utanför Diocletianus palats. Troligtvis uppfördes den som ett fristående objekt längs korsvägarna som ledde från palatset till jordbruksområden utanför.
Under medeltiden expanderade Split utanför palatset. Inledningsvis uppfördes ny bebyggelse väster om Diocletianus palats och år 1342 var kyrkan helt omgiven av bebyggelse. Att ett helt kvarter uppkallades efter kyrkan liksom att ett av stadens viktigaste religiösa brödraskap hade den som sitt säte vittnar om dess dåtida betydelse.
På 1400-talet genomgick kyrkan en omfattande till- och ombyggnad. Dess skepp förlängdes med 1,75 meter åt öster och den fick en ny rektangulär absid som täcktes av ett spetsigt valv. Vid ombyggnaden tillbyggdes kyrkan även på höjden.  

## Exteriör och interiör
Helige Andes kyrka är enskeppig och har två reliefer i romansk stil föreställande Jesus. Den ena finns på lunetten vid huvudportalen och den andra på kyrkans västra vägg.
Inuti kyrkan finns ett förgyllt tabernakel i barockstil skapad av en okänd konstnär samt Aleksi Andreas gravsten som han själv lät tillverka. Kyrkans huvudaltare är riktat åt öster.